# Palaeohyphantes simplicipalpis
Palaeohyphantes simplicipalpis (Wunderlich, 1976) è un ragno appartenente alla famiglia Linyphiidae.
È l'unica specie nota del genere Palaeohyphantes.

## Distribuzione
La specie è stata rinvenuta nel Nuovo Galles del Sud, regione dell'Australia.

## Tassonomia
Dal 1984 non sono stati esaminati esemplari, né sono state descritte sottospecie al 2012.